# خدا (فیلم ۱۹۸۹)
خدا (به هندی: Eeshwar) فیلمی محصول سال ۱۹۸۹ و به کارگردانی کاسیناتونی ویسوانت است. در این فیلم بازیگرانی همچون آنیل کاپور، ویجایاشانتی، سعید جعفری، بهاراتی آچرکار، گلشن گروور ایفای نقش کرده‌اند.